# Nurmijärvi
För andra betydelser, se Nurmijärvi (olika betydelser).

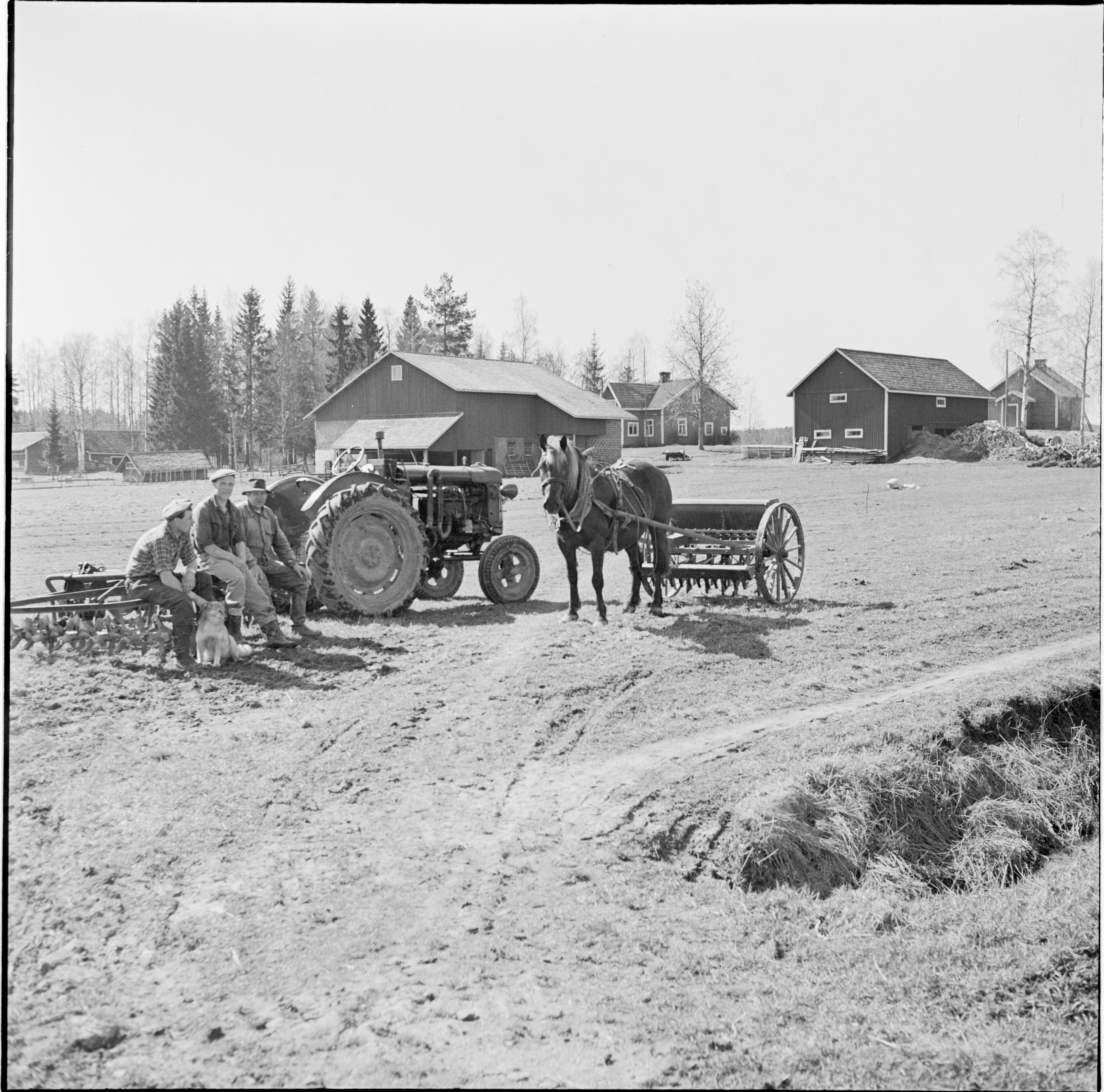
Jordbruk i Nurmijärvi 1954

Nurmijärvi är en kommun i landskapet Nyland i Finland. Nurmijärvi har cirka 44 127 invånare och har en yta på 367,26 km². Det är Finlands mest tätbefolkade kommun som inte är en stad. Kommunen ligger i norra delen av Storhelsingfors.
Nurmijärvis centralort är Nurmijärvi kyrkoby, med cirka 7 000 invånare. Andra byar i Nurmijärvi är bland andra Bertby (finska: Perttula), Klövskog, Nuckars, Numlax, Otby (finska: Uotila), Palojoki by, Rajamäki, Råskog, Röykkä och Valkjärvi.
Nurmijärvi är enspråkigt finskt men har en svensk minoritet om knappt 500 personer. I kommunen finns en svenskspråkig skola, Vendlaskolan, som är belägen i byn Klövskog. Nurmijärvi räknas som en svensk språkö.

## Historia
Nurmijärvi blev självständig församling 1605. 
Författaren Aleksis Kivi föddes 1834 i Stenvallsgården i byn Palojoki by. Nära denna i Palojoki ligger Taborbergets museiområde.
Författaren och diktaren Elmer Diktonius hade sitt boställe i bondgården Tuomistonoja vid Nurmijärvis strand. Han vistades där redan som barn och skrev där flertalet av sina böcker.

## Styre och politik

### Mandatfördelning i Nurmijärvi kommun, valen 1976–2025
| 8 | 13 | 22 |

| 7 | 13 | 7 | 2 | 2 | 12 |

| 3 | 11 | 4 | 2 |  | 9 |  | 12 |

| 3 | 12 | 3 |  | 9 |  | 14 |

| 4 | 13 | 5 | 7 | 2 | 12 |

| 4 | 14 | 6 | 11 |  | 14 |

| 3 | 12 | 4 | 16 |  | 14 |

| 3 | 12 | 3 | 17 |  | 14 |

| 29 | 22 |

|  | 10 | 3 | 3 | 16 |  | 16 |

| 26 | 25 |

|  | 9 | 5 | 8 | 12 |  |  | 14 |

| 27 | 24 |

|  | 9 | 7 | 6 | 11 |  | 15 |

| 29 | 22 |

|  | 7 | 5 | 11 | 12 |  | 14 |

| 31 | 20 |

|  | 10 | 5 | 4 | 13 |  | 16 |

### Riksdagsvalet 2019
Resultat av riksdagsvalet i Finland 2019 i Nurmijärvi:
- Sannfinländarna 20.1%
- Samlingspartiet 19.4%
- Socialdemokraterna 15.3%
- Centern i Finland 14.6%
- Gröna förbundet 11.3%
- Rörelse Nu 5.9%
- Vänsterförbundet 4%
- Blå framtid 3.2%
- Kristdemokraterna 2.7%
- Andra partier 3.5%

## Ekonomi och infrastruktur
Av befolkningen är 63 procent sysselsatta inom handel, transport och övriga tjänster, 34 procent inom industri och byggande och 3 procent inom lantbruket. Flest anställda har Nurmijärvi kommun, sprittillverkaren Altia, färgtillverkaren Teknos och bussbolaget Korsisaari.
Järnvägen Hyvinge-Karis-Hangö har haft en station i Rajamäki. Banan har inte längre persontrafik på sträckan mellan Hyvinge och Karis.

## Befolkningsutveckling
| Befolkningsutvecklingen i Nurmijärvi kommun 1975–2020                                                        | Befolkningsutvecklingen i Nurmijärvi kommun 1975–2020 | Befolkningsutvecklingen i Nurmijärvi kommun 1975–2020 | Befolkningsutvecklingen i Nurmijärvi kommun 1975–2020 | Befolkningsutvecklingen i Nurmijärvi kommun 1975–2020 |
| --- | ----------------------------------------------------- | ----------------------------------------------------- | ----------------------------------------------------- | ----------------------------------------------------- |
| |                                                       |                                                       |                                                       |                                                       |
| År |                                                       |                                                       | Folkmängd                                             |                                                       |
| 1975 | 1975                                                  |                                                       | 20 005                                                |                                                       |
| 1980 | 1980                                                  |                                                       | 22 115                                                |                                                       |
| 1985 | 1985                                                  |                                                       | 24 696                                                |                                                       |
| 1990 | 1990                                                  |                                                       | 28 129                                                |                                                       |
| 1995 | 1995                                                  |                                                       | 30 014                                                |                                                       |
| 2000 | 2000                                                  |                                                       | 33 104                                                |                                                       |
| 2005 | 2005                                                  |                                                       | 37 391                                                |                                                       |
| 2010 | 2010                                                  |                                                       | 39 937                                                |                                                       |
| 2015 | 2015                                                  |                                                       | 41 897                                                |                                                       |
| 2020 | 2020                                                  |                                                       | 43 663                                                |                                                       |
| Anm: Uppgifterna avser förhållandena den 31 december nämnda år enligt områdesindelningen den 1 januari 2022. |                                                       |                                                       |                                                       |                                                       |

## Kända personer från Nurmijärvi
- Knut Ernst Kindt, politiker och lantmätare
- Aleksis Kivi, författare
- Paavo Kostioja, skådespelare
- Outi Mäkelä, politiker
- Timo Tolkki, musiker